# 齿翅岩黄耆
齿翅岩黄耆（学名：Hedysarum dentatoalatum）为豆科岩黄耆属下的一个种。

## 扩展阅读
- 維基物種上的相關：齿翅岩黄耆